# Кастамону
Кастамону́ (тур. Kastamonu, греч. Κασταμονή) — город и район в северной Турции, административный центр ила Кастамону. До XIV века носил греческое название Кастамо́н. Согласно переписи 2000 года в городе проживало 64 606 человек.

## История
Кастамону был основан ещё в XVIII веке до н. э. В античную эпоху носил название Тимонион (др.-греч. Τιμόνιον). В I веке до н. э. был захвачен Римом, а затем входил в Византийскую империю. В 1070-е гг, как и большинство городов Малой Азии, Кастамон завоевали турки-сельджуки. Вновь Византия отвоевала город только через полвека, в 1133 году, при императоре Иоанне II. В начале XIII века, с распадом Византии, город вновь отвоевали сельджуки. В первые десятилетия XIII века, как и вся Пафлагония, он стал ареной боевых действий между никейцами, сельджуками и Трапезунтом.
C XIV века Кастамону стал центром небольшого тюркского эмирата Джандар, который уже в конце того же века был покорён Османской империей, затем Тимуром и, наконец, в XV веке вновь Османской империей.

## Образование
Действует Университет Кастамону (осн. в 2006 году).